# Hartmut Leistritz
Hartmut Leistritz (* 19. September 1956 in Warendorf) ist ein deutscher Pianist.

## Leben
Er wuchs im Alltag einer Kirchenmusikerfamilie auf, eingebunden in vielfache liturgisch-musikalische Aufgaben als Chorsänger, Blockflötenspieler, Organist und Kontrabassist. Eine spezifisch pianistische Ausbildung begann er erst mit Beginn des Musikstudiums im Alter von 16 Jahren bei Heinz Budde. Zwei Jahre später spielte er bereits César Francks „Symphonische Variationen“ und die deutsche Erstaufführung eines Klavierkonzertes von Gottfried von Einem als Solist mit dem Sinfonieorchester Münster, mitgeschnitten vom WDR. Er absolvierte ein Klavierstudium bei Eliza Hansen an der Musikhochschule Lübeck und studierte Komposition bei Jens Rohwer.
Als Solist, Liedbegleiter und Kammermusiker konzertierte er u. a. mit Sylvia Geszty, Brigitte Mira, William Workman, Christiane Edinger, Carola Nasdala, Claudia Schwarze, Peter Sadlo, Anette von Hehn, im Trio Triton und im Ensemble l'art pour l'art Hamburg in über 20 Ländern. Zudem beschäftigte er sich mit Rock, Jazz und experimenteller Musik. Aufnahmen entstanden für den WDR, den NDR, den SWF, den Deutschlandfunk, Radio Bremen, Radio Vatikan, Radio France und das ZDF. 
Seit seinem 21. Lebensjahr unterrichtet er Klavier an der Musikhochschule Lübeck und lebt heute in Berlin.

## Werke
- 1993 Bühnenmusiken für Theaterstücke von George Tabori
- 2001 Bühnenmusik für Bertolt Brechts „7 Todsünden“ für Klavier und Violoncello
- 2004 „Prinzessin Isabella“ Klaviermusical für Kinder

## Aufnahmen
- Hartmut Leistritz Solo LP 66.23802-01-2, Hamburg 1984
- Chamber Music von Jo Kondo, mit dem Ensemble l´art pour l´art,  LC-Nr. 6048 Köln 1998
- „Serenade“ von Mauricio Kagel, mit dem Ensemble l´art pour l´art   LC-Nr.8492 Bremen 1999
- Werke für Cello und Klavier, Sonaten von Alfred Schnittke (1978) und Sergej Prokofjew (op. 119) u. a., mit Claudia Schwarze (Violoncello), LC-Nr. 11920, Erfurt/Berlin 2001
- C. René Hirschfeld Sonett XI, in Wandlungen, col legno, WWE 1CD 20218, Berlin/München 2013
- TRIO TRITON, Klaviertrios von Bedřich Smetana (op.15) und Dmitri Schostakowitsch (op.67), LC-Nr. 11920, Erfurt/Berlin 2002
- Haltbar gemacht, mit Ensemble L'art pour l'art, Frankfurt 2010 (Echo Klassik 2012, Preis der deutschen Schallplattenkritik 2012)

## Auszeichnungen
- Stipendium der Studienstiftung des Deutschen Volkes
- Preis der Possehl-Stiftung Lübeck 1977